# Relations entre les îles Féroé et l'Union européenne
Les relations entre les îles Féroé et l'Union européenne remontent à l'adhésion du Danemark à la CEE en 1973 ; les Féroé ont eu la possibilité de rester en dehors. En raison notamment de l'obligation de suivre la politique commune de la pêche, les Féroïens n'ont pas trouvé leur intérêt dans une adhésion conjointe ou distincte du Danemark dont ils dépendent en tant que pays constitutif. Les îles Féroé sont considérés comme un territoires associés par rapport à l'Union européenne. Les relations formelles entre les deux parties sont régies par deux accords bilatéraux : un accord bilatéral de pêche (1977) et un accord de libre-échange (1991 et révisé en 1998).

## Citoyenneté
Les deux traités de Rome définissent les modalités régissant les relations entre les Féroïens et Bruxelles. Un protocole au traité d'adhésion du Danemark stipule que les ressortissants danois résidant aux îles Féroé ne doivent pas être considérés comme des ressortissants danois au sens des traités. Par conséquent, les Danois vivant dans les îles Féroé ne sont pas citoyens de l'Union européenne ;  les autres ressortissants des États membres qui y vivent restent des citoyens de l'UE.

## Circulation des personnes
Les îles Féroé ne font pas partie de l'espace Schengen, cependant, les personnes voyageant entre les îles Féroé et l'espace Schengen ne sont pas soumises à des contrôles à la frontière les Îles Féroé étant membres de l'Union nordique des passeports depuis 1966.

## Pêche
Une des préoccupations majeures des Féroé est la pêche qui représente 90 % des exportations des îles Féroé et emploie la majorité de la population active. En intégrant la CEE, elles n'auraient plus eu de poids dans les décisions relatives à la politique communautaire de pêche en raison de leur faible population. Des « accords nordiques » permettant une gestion conjointe des stocks partagés avec la Norvège, l'Islande et les Îles Féroé ont été signés afin d'assurer le respect des ZEE, de normes environnementales, des quantités de certaines espèces prélevées et de leur commerce ou encore de garantir à ces pays, une contrepartie financière à l'accès à leurs ZEE par des navires européens.
En 2013, les îles Féroé ont connu un important litige avec l'UE sur leur politique de pêche. L'UE avait alors accusé l'archipel de pratiquer la surpêche et avait imposé une interdiction d'importation des harengs et des maquereaux féroïens sur le marché européen. Ces mesures ont finalement été levées en août 2014 à la suite d'un accord politique entre l'UE et les îles Féroé.

## Exceptions aux politiques communautaires
| États membres et territoires | Dans l'Union ? | Application du droit de l’Union | Exécutoire devant les tribunaux | Euratom | Citoyenneté de l'Union | Élections du Parlement | Espace Schengen | Espace TVA | Territoire douanier de l’Union | Marché commun européen     | Zone euro |
| ---------------------------- | -------------- | ------------------------------- | ------------------------------- | ------- | ---------------------- | ---------------------- | --------------- | ---------- | ------------------------------ | -------------------------- | --------- |
| Îles Féroé                   | Non            | Non                             | Non                             | Non     | Non                    | Non                    | Non             | Non        | Non                            | Application minimale (ALE) | Non (DKK) |

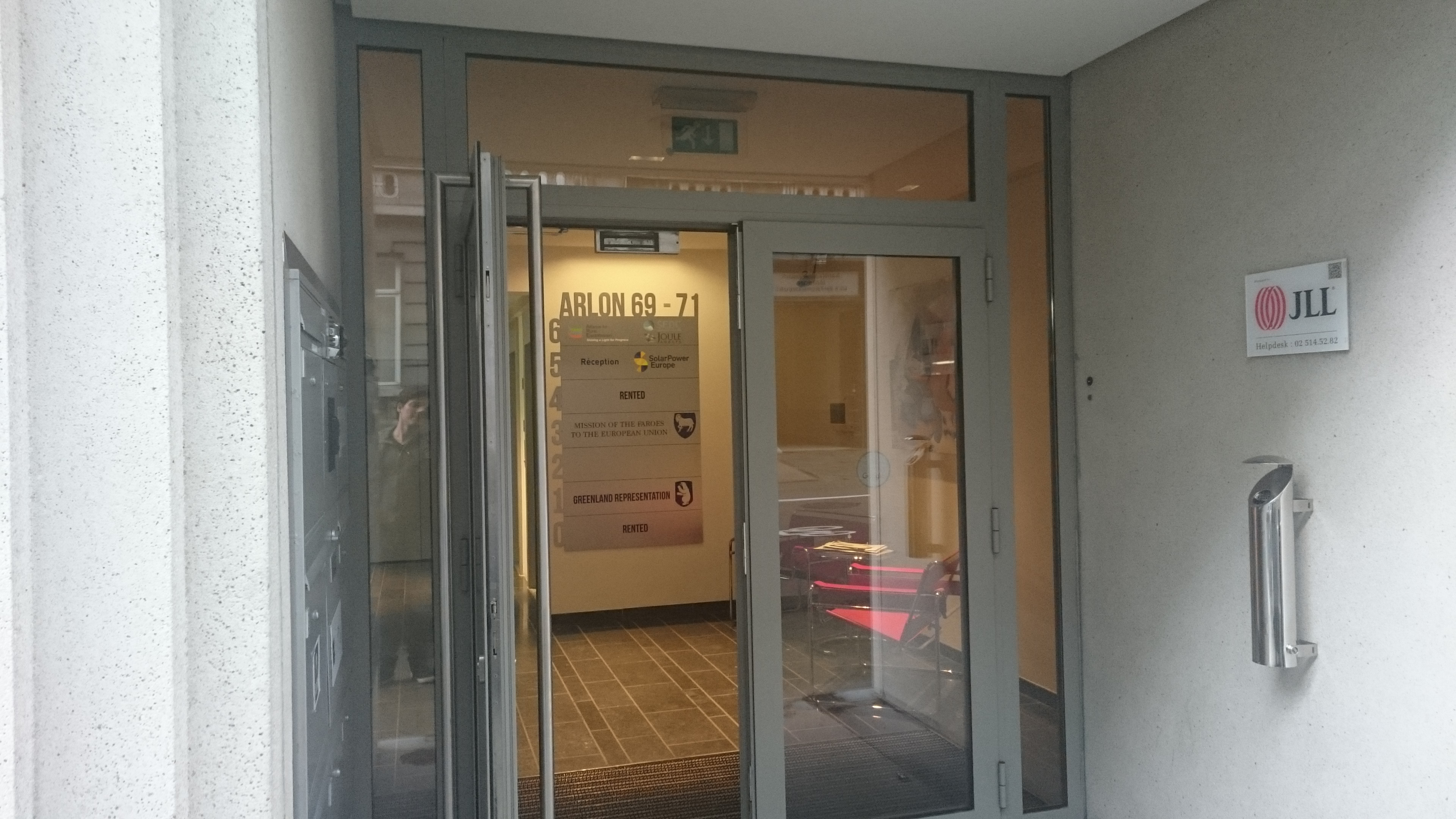
Entrée de la mission des Féroé.
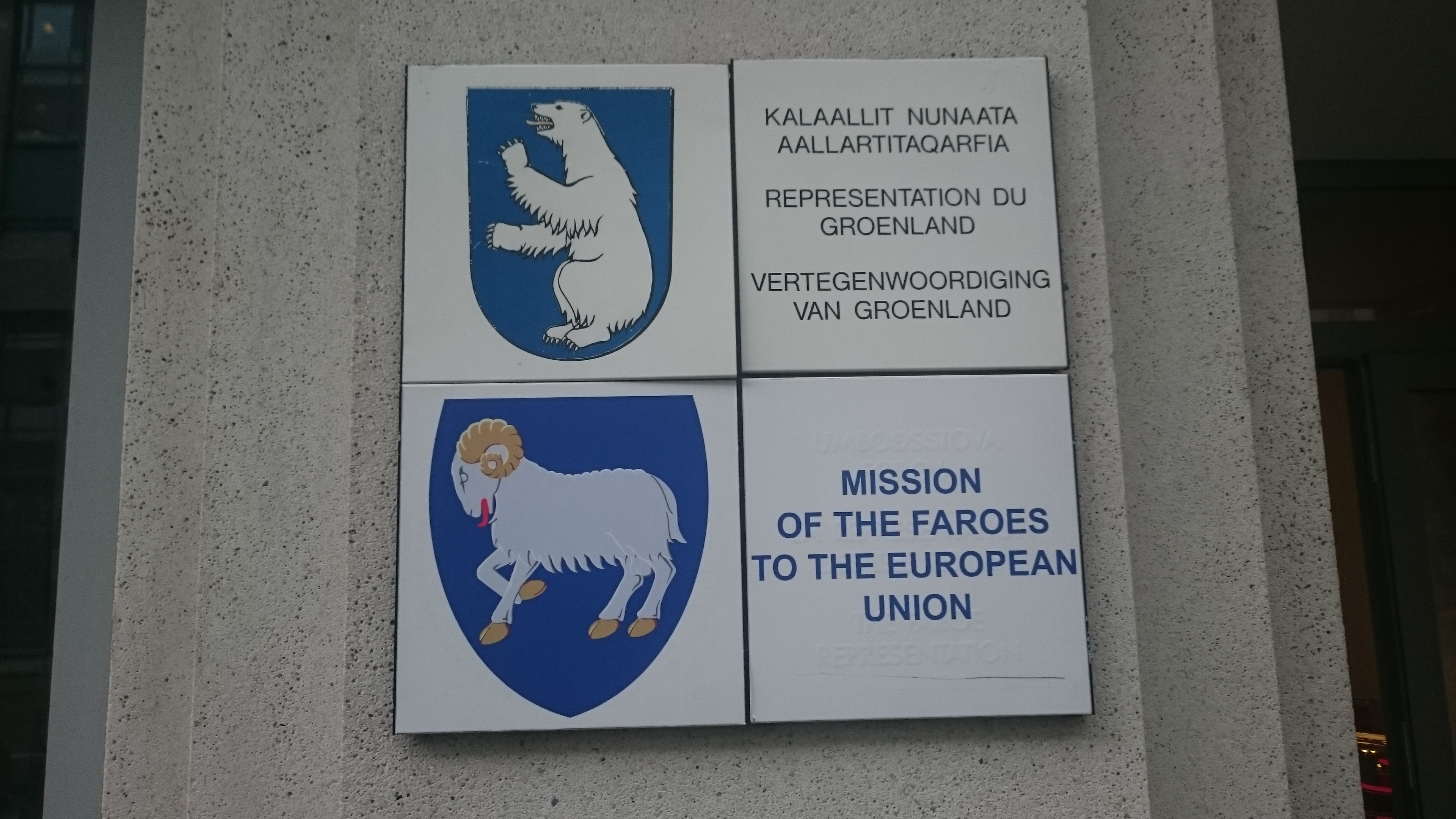
Indications sur les représentations à l'entrée du bâtiment.

## Sources

## Compléments